# Szymon Stułkowski

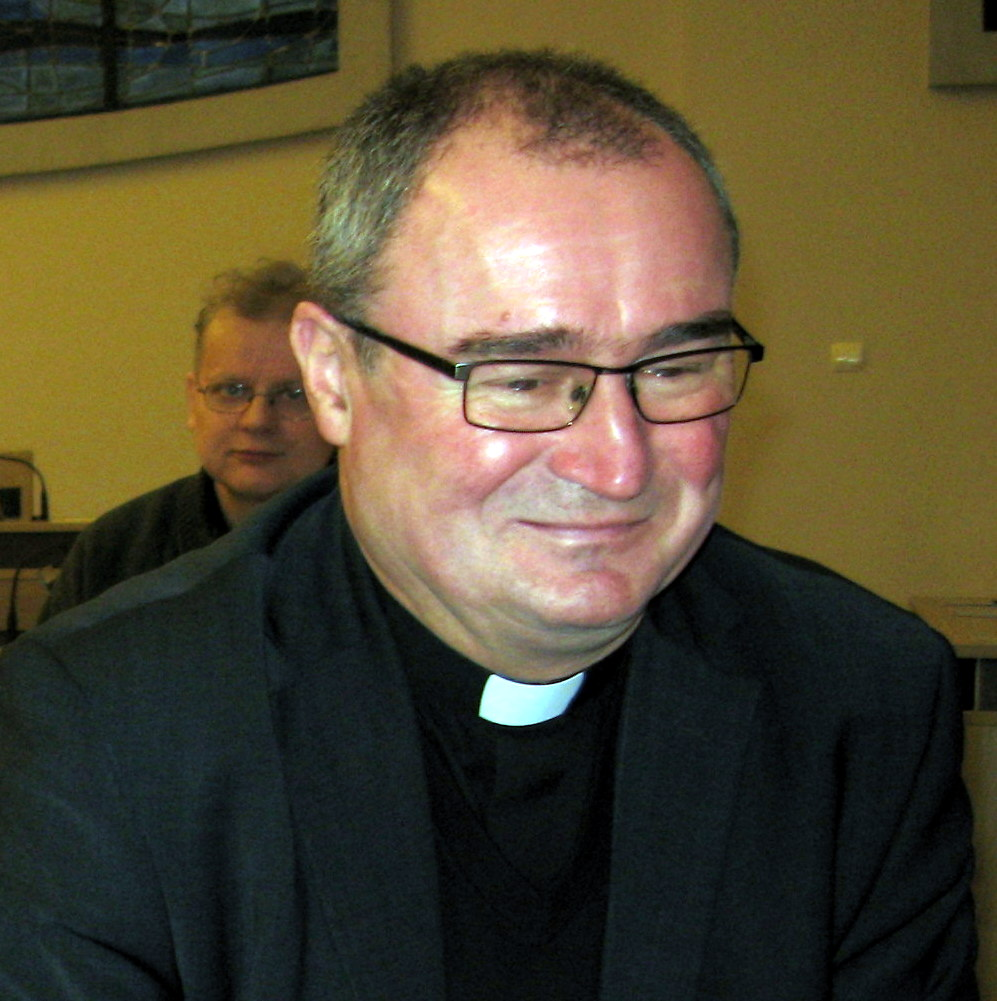
Bischof Szymon Stułkowski (2016)

Wappen von Szymon Stułkowski als Bischof von Płock

Wappen von Szymon Stułkowski als Weihbischof in Posen

Szymon Stułkowski (* 21. Februar 1961 in Rokietnica) ist ein polnischer römisch-katholischer Geistlicher und Bischof von Płock.

## Leben
Szymon Stułkowski besuchte das Dąbrówka-Gymnasium in Posen. Nachdem er dort 1980 das Abitur erlangt hatte, studierte er Philosophie und Katholische Theologie am erzbischöflichen Priesterseminar in Posen und an der Päpstlichen Theologischen Fakultät Posen. Am 15. Mai 1986 empfing er im Posener Dom durch den Erzbischof von Posen, Jerzy Stroba, das Sakrament der Priesterweihe für das Erzbistum Posen.
Stułkowski war zunächst als Pfarrvikar der Pfarreien St. Martin in Konarzewo (1986–1988) und Hl. Erlöser in Posen (1988–1993) tätig. Von 1993 bis 1998 gehörte er zudem der Liturgiekommission des Erzbistums Posen an. 1994 wurde Szymon Stułkowski für weiterführende Studien nach Österreich entsandt, wo er 2000 an der Universität Wien bei Paul Zulehner mit der Arbeit Erstkommunionvorbereitung. Vergleich von Erfahrungen aus Polen, Österreich und Deutschland zum Doktor der Theologie im Fach Pastoraltheologie promoviert wurde. Daneben wirkte er als Pfarrvikar der Pfarrei St. Antonius von Padua in Wien und als Hausgeistlicher bei den Missionarinnen der Nächstenliebe. Nach der Rückkehr in seine Heimat wurde er Hochschulseelsorger in der Pfarrei Mariä Himmelfahrt in Posen. Ab 2001 lehrte Stułkowski an der Adam-Mickiewicz-Universität Posen. Neben seiner akademischen Tätigkeit war er zusätzlich Leiter der Abteilung für allgemeine und kategoriale Seelsorge an der Posener Diözesankurie und Diözesankoordinator für Familienpastoral. Er gehörte von 2002 bis 2005 dem Katecheserat des Erzbistums Posen an. Ferner fungierte Szymon Stułkowski von 2006 bis 2016 als Sekretär der Seelsorgekommission der Polnischen Bischofskonferenz und von 2016 bis 2019 als Regens des Posener Priesterseminars. Später wurde er zudem Domherr am Posener Dom. Außerdem war er für die Zeitschrift Katecheta und als Diözesandirektor der Päpstlichen Missionswerke tätig. Ab 2016 leitete er zusätzlich den Akademischen Zirkel Wanda Błeńska für Missiologie an der Adam-Mickiewicz-Universität.
Am 24. Mai 2019 ernannte ihn Papst Franziskus zum Titularbischof von Tabalta und zum Weihbischof in Posen. Der Erzbischof von Posen, Stanisław Gądecki, spendete ihm am 9. Juni desselben Jahres im Posener Dom die Bischofsweihe; Mitkonsekratoren waren die Posener Weihbischöfe, Grzegorz Balcerek und Damian Bryl. Sein Wahlspruch Vos autem dixi amicos („Vielmehr habe ich euch Freunde genannt“) stammt aus Joh 15,15 . Als Weihbischof war Szymon Stułkowski zudem Generalvikar des Erzbistums Posen. Außerdem war er Vorsitzender des Katechese- und des Missionsreferats an der Diözesankurie sowie Leiter des Referats für die katholischen Schulen. Ferner fungierte er als Inspektor für den Religionsunterricht im Erzbistum Posen. Darüber hinaus war Stułkowski weiterhin Leiter der Abteilung für allgemeine und kategoriale Seelsorge und Vorsitzender des Referats für die Hochschulseelsorge. Er gehörte dem Rat für die Priesterausbildung im Erzbistum Posen und dem Diözesanvermögensverwaltungsrat an.
Papst Franziskus bestellte ihn am 22. Oktober 2022 zum Bischof von Płock. Die Amtseinführung erfolgte am 31. Oktober desselben Jahres.
In der Polnischen Bischofskonferenz gehört Szymon Stułkowski der Missionskommission und der Seelsorgekommission sowie dem Rat für das Laienapostolat an. Außerdem ist er Mitglied der Vereinigung der Pastoraltheologen des deutschsprachigen Raums und der Vereinigung der mittel- und osteuropäischen Pastoraltheologen sowie der Konferenz der Leiter der Pastoralabteilungen des deutschsprachigen Raums.

## Schriften
- Erstkommunionvorbereitung. Vergleich von Erfahrungen aus Polen, Österreich und Deutschland. Wien 2000.
- Sytuacja religii i Kościoła w krajach Europy Środkowo-Wschodniej po przełomie. In: Teologia Praktyczna. Band 2, 2001, OCLC 899852614, S. 13–24.
- Wiary można uczyć tam, gdzie się jej doświadcza. Parafia miejscem i nośnikiem katechezy. In: Teologia Praktyczna. Nr. 2, 2001, S. 125–133.
- Kościół jest jak drzewo. Próba ukierunkowania pracy nad programem duszpasterskim dla Kościoła poznańskiego. In: Teologia Praktyczna. Band 3, 2002, S. 307–312.
- Posługa sakramentalna Kościoła jako przestrzeń dialogu. In: Filozofia Dialogu. Band 3, 2005, OCLC 998455551, S. 165–171.
- Parafialne zespoły katechetyczne. In: Katecheta. Band 49, Nr. 1, 2005, OCLC 998958571, S. 52–57.
- Ministranci: męska sprawa? In: W Drodze. Band 10, 2005, OCLC 998408548, S. 66–69.
- Kontekstualne duszpasterstwo rodzin. In: Socjologia Religii. Band 5, 2007, OCLC 999098143, S. 57–62.
- Modelowo o Pierwszej Komunii Świętej. In: Katecheta. Band 53, Nr. 5, 2009, OCLC 995736352, S. 56–60.
- Kapłan sługą komunii: od osobistej więzi do posłannictwa jedności. In: Teologia Praktyczna. Band 11, 2010, OCLC 899853125, S. 77–84.
- Drogi realizacji synodu archidiecezji poznańskiej 2004–2008. In: Colloquia Theologica Ottoniana. Band 1, 2010, S. 169–182.
- Od mistycznych korzeni do apostolskich owoców: dynamika trzyletniego programu duszpasterskiego dla Kościoła w Polsce (2010–2013). In: Teologia Praktyczna. Band 13, 2012, OCLC 903338847, S. 43–52.